# Clas Ohlson (société)
Pour les articles homonymes, voir Ohlson.

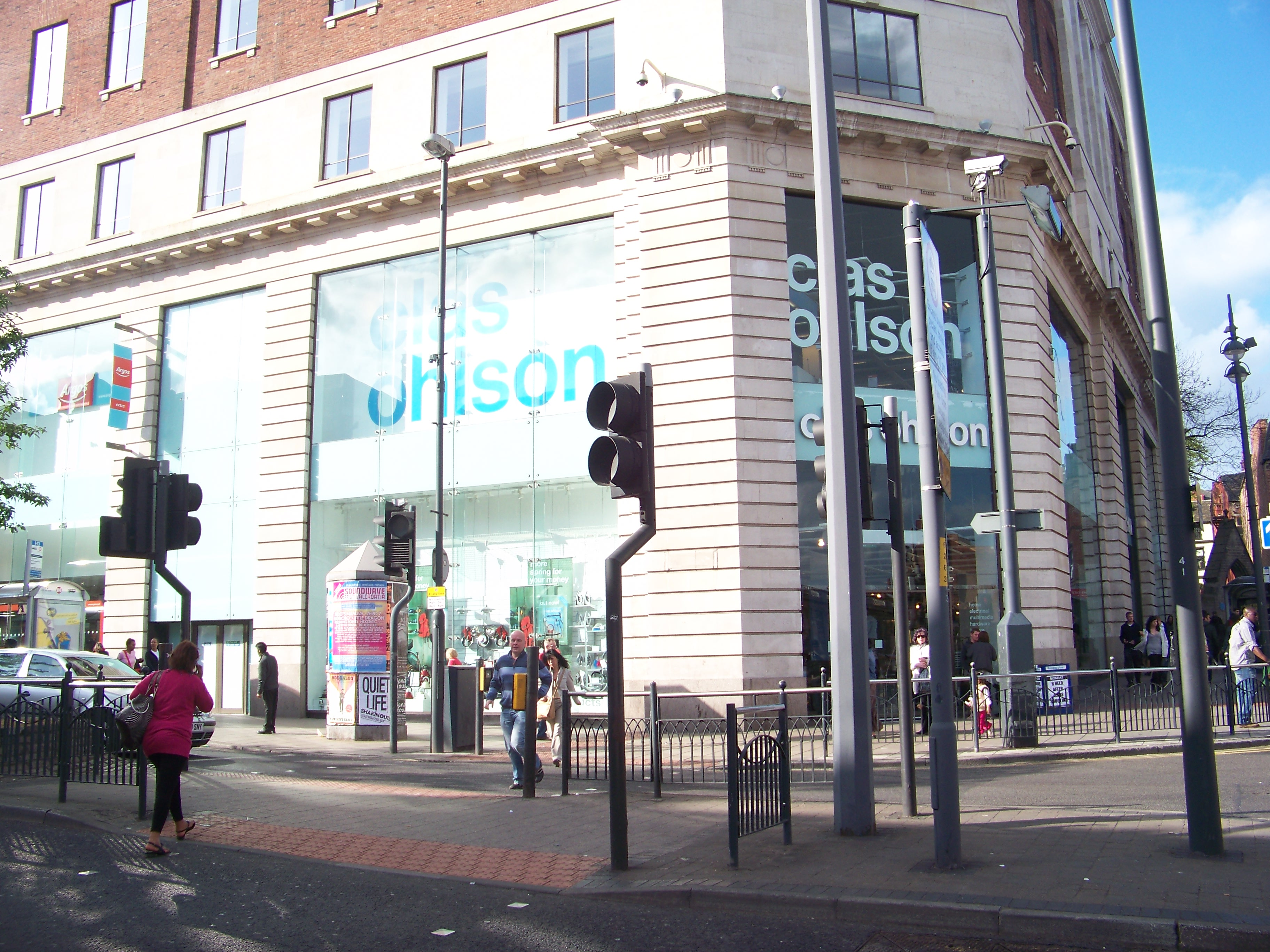
Une filiale dans l'ancien grand magasin Allders sur la rue The Headrow. à Leeds.

Clas Ohlson est une chaine de quincaillerie suédoise et une firme de vente par correspondance qui se spécialise dans le matériel informatique, la maison, les loisirs, les produits électriques et le multimédia. C'est une des plus grandes chaines de son genre en Scandinavie, avec un total d'environ 180 magasins en octobre 2013. Des succursales existent également en Norvège, en Finlande et à Dubai. Il y en avait également au Royaume-Uni et en Allemagne, mais ils ont fermé.
Les produits vendus sont souvent des articles issus de marque de distributeur. Parmi elles, on peut citer les marques telles qu’Asaklitt (bagages et objets de voyage), Capere (ustensiles de cuisine), Cocraft (outils de bricolage), Cotech (outils électriques), Coline (articles électriques ménagers), Exibel (articles électriques ménagers) et Northlight (éclairage).

## Histoire
L'entreprise a été fondée en 1918 par Clas Ohlson (1895–1979), en tant que commerce de vente par correspondance, basé dans le village suédois de Insjön (Dalarna). Initialement, seuls des manuels et de la littérature technique étaient vendus, ce qui permettait aux personnes vivant dans les communautés rurales d'obtenir de la littérature, qui n'aurait pas été disponible autrement. 
Clas Ohlson a ouvert son premier magasin à Insjön en 1926, mais ce n'a été qu'en 1989, lorsque l'entreprise a ouvert un magasin dans un centre commercial dans le centre-ville de Stockholm, qu'elle s'est étendu à un commerce de détail (quincaillerie). Depuis lors, l'expansion a été rapide. Il y a maintenant des magasins d'un bout à l'autre de la Suède, de la Norvège et de la Finlande. 
En 2008, l'entreprise a ouvert son premier magasin de vente au Royaume-Uni à Croydon,(Londres). Plus tard, elle a ouvert des magasins à Cardiff, Doncaster, Kingston upon Thames, Liverpool, Leeds, Manchester, Merry Hill (Dudley), Norwich, Newcastle upon Tyne, Reading et Watford. Tous les magasins britanniques ont depuis fermé.
L'entreprise a brièvement eu des magasins en Allemagne, mais ils ont tous fermé.
En 2014, l'entreprise est entrée en partenariat avec le groupe du Koweït Al Homaizi. En mai de cette même année, l'entreprise a ouvert sa première filiale Clas Ohlson en dehors de l'Europe : un magasin au centre commercial Mirdif City Centre de Dubaï. L'entreprise suédoise a déclaré que c’était « un premier pas dans la région du Conseil de Coopération du Golfe ». À savoir que le groupe Al Homaizi avait déjà ouvert en 1987 un magasin de mobilier en kit au Koweït, en partenariat avec le détaillant suédois IKEA, qui était l'enseigne du magasin.